# 16026 Victoriapidgeon
A 16026 Victoriapidgeon (ideiglenes jelöléssel (16026) 1999 CM118) a Naprendszer kisbolygóövében található aszteroida. A LINEAR projekt keretében fedezték fel 1999. február 13-án.